# Lehtosaari (ö i Karstula, Lahnajärvi)
Lehtosaari är en ö i Finland. Den ligger i sjön Lahnajärvi och i kommunen Karstula i den ekonomiska regionen  Saarijärvi-Viitasaari och landskapet Mellersta Finland, i den centrala delen av landet, 300 km norr om huvudstaden Helsingfors. Öns area är 0,9 hektar och dess största längd är 170 meter i nord-sydlig riktning.